# Història de la llengua romanesa

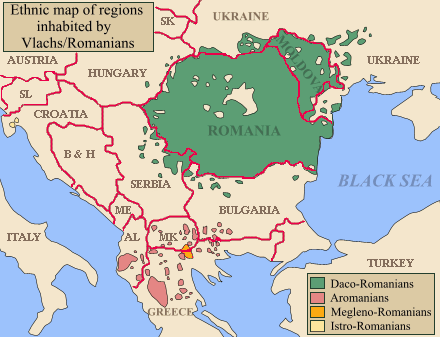
Llengües romàniques orientals del sud-est d’Europa

La història de la llengua romanesa començà a les províncies romanes del sud-est d'Europa al nord de l'anomenada «línia Jireček»; encara, però, es debat el lloc exacte de l'inici de la seva formació.
El romanç oriental ara està representat per quatre idiomes —romanès, aromanès, meglenoromanès i istroromanès— que s'originà en una llengua protorromanesa comuna. Aquests llenguatges també tenien un substrat comú. Les característiques morfològiques i sintàctiques d’aquest últim semblen haver estat similars a les compartides per les llengües balcàniques —incloent-hi l'albanès, el búlgar i el macedoni— que formen part del domini lingüístic dels Balcans. L'adopció d'un nombre de préstecs eslaus i protoeslaus en totes les llengües romàniques orientals demostra que la seva desintegració no va començar abans del segle x.

## Antecedents

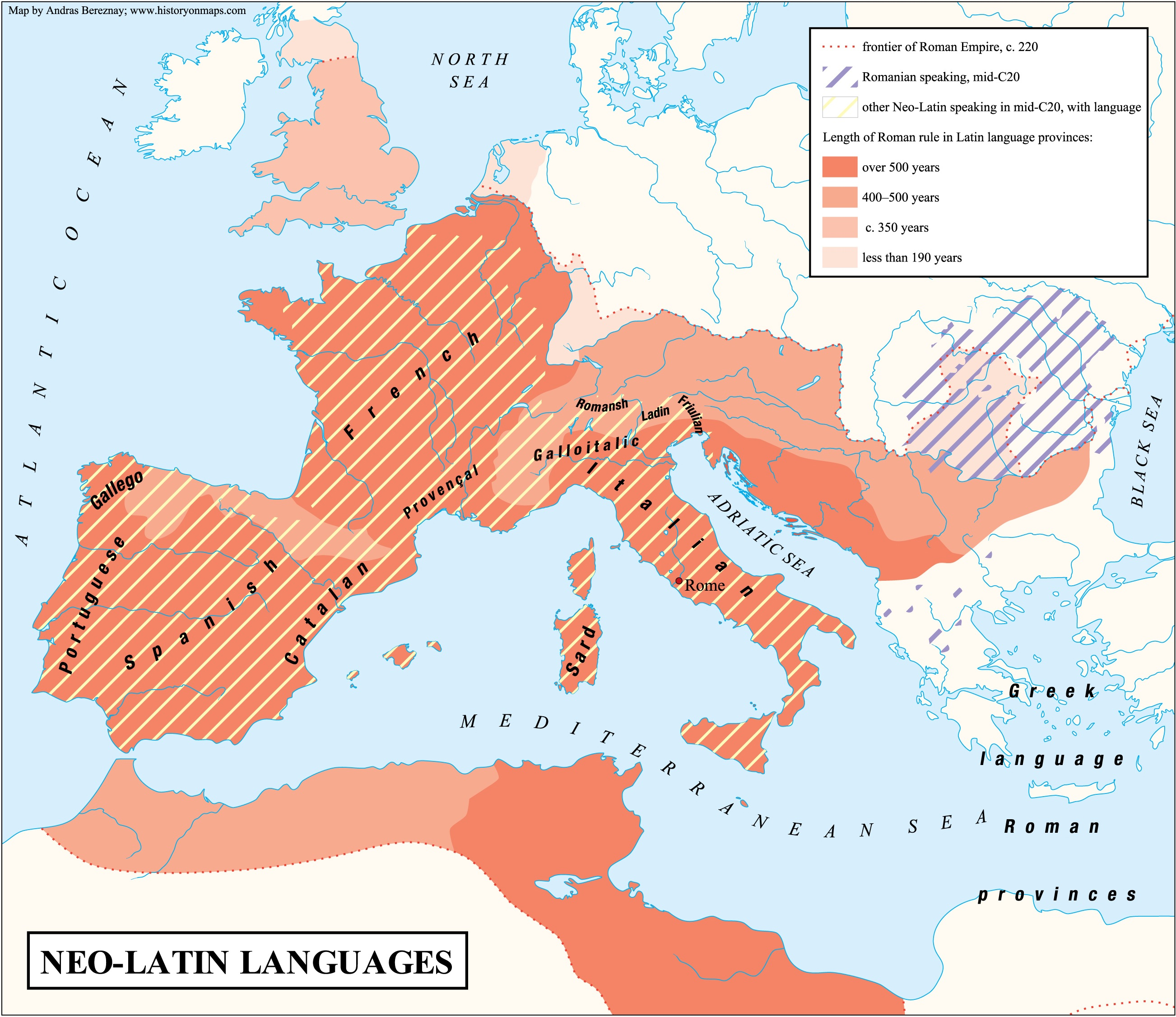
Abast del domini romà i de les llengües romàniques (també mostra la "línia Jireček" que divideix la península balcànica al sud-est d'Europa)

Algunes llengües romàniques es parlaren al sud-est d'Europa durant segles; la branca dàlmata d'aquest romanç oriental, però, va desaparèixer fa segles. Tot i que el grup romanent balcànic oriental supervivent s'ha dividit mentrestant en quatre idiomes principals, les seves característiques comunes suggereixen que totes se'n van originar en la mateixa protollengua. Més de 20 milions de persones parlen romanès, la més gran d’aquestes llengües, principalment a Romania i Moldàvia. L'aromanès té uns 350.000 parlants que viuen principalment a les zones muntanyenques d'Albània, Grècia i Macedònia. Uns milers de persones de la regió més àmplia de Tessalònica parlen la tercera llengua que es coneix com a meglenoromanès. La llengua romànica oriental més reduïda, l'estroromanès, la parlen menys de 1.500 persones a la regió d'Ístria. Totes les llengües romàniques orientals comparteixen una sèrie de trets que les diferencien de les altres llengües romàniques. Friedrich Christian Diez, el primer filòleg romànic, fins i tot afirmà el 1836 que el romanès era «només semiromànica». Aquestes peculiaritats inclouen, per exemple, les característiques comunes de l'albanès, el búlgar, el macedoni i altres llengües que formen juntes la «unió lingüística balcànica».

## Història externa

### Substrat

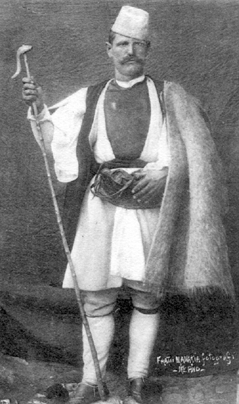
Pastor valac amb la seva roba tradicional

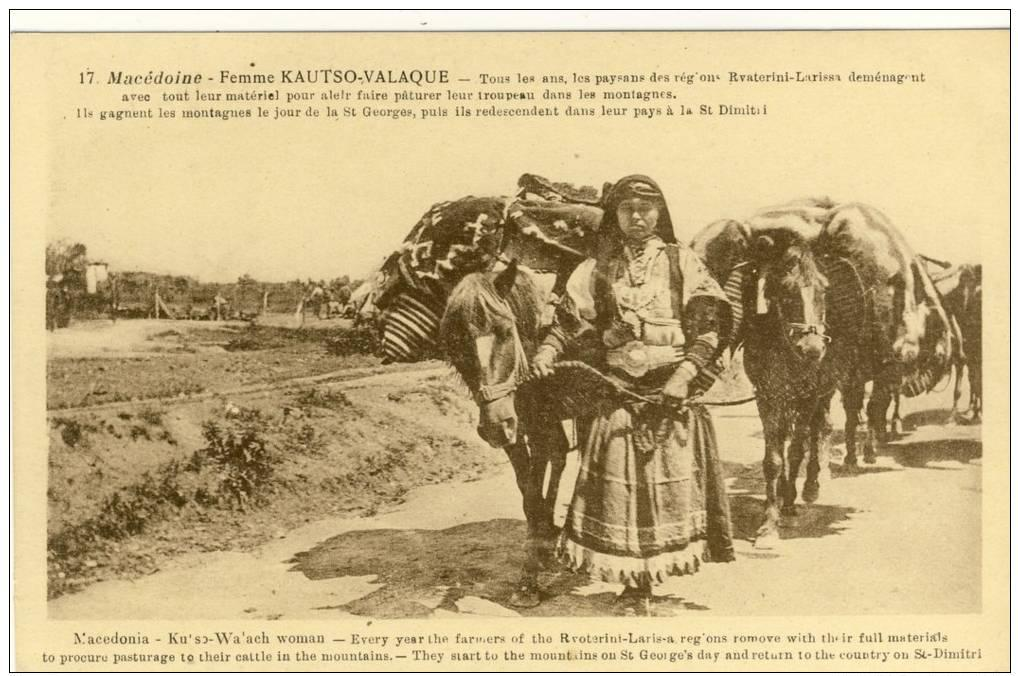
Dones valaques de la regió de Làrissa en el seu viatge cap a les pastures d’estiu a la muntanya

El coneixement modern del substrat romànic oriental original és escàs, ja que aquesta llengua fou substituïda gairebé totalment pel llatí. Per exemple, el lingüista Kim Schulte parla d'un substrat «traciodaci», mentre que Herbert J. Izzo argumenta que les llengües romàniques orientals es van desenvolupar sobre un substrat il·liri. No obstant això, el petit nombre de paraules conegudes de daci, il·liri o traci exclou la comparació sistemàtica d'aquests idiomes entre si o amb altres idiomes. El daci està representat per aproximadament un centenar de noms de plantes, 43 noms de ciutats de Dàcia tal com les documenta Ptolemeu i al voltant de 1.150 antropònims dacis i 900 topònims que s'han conservat en fonts antigues. El nombre de paraules conegudes de traci o il·liri -principalment glosses, topònims i noms personals- és encara més reduït.
Les estimacions del nombre de paraules romaneses d'origen del substrat oscil·len entre aproximadament 90 i 140. Com a mínim 70 d'aquestes paraules tenen origen albanès, que poden indicar un substrat romanesoalbanès comú. No obstant això, tampoc no es poden excloure els préstecs de l'albanès o del "traciodaci" al romanès. Els lingüistes Gottfried Schramm, Kim Schulte i István Schütz fins i tot proposen que se'n manllevaren en diverses fases. Per exemple, Schulte assumeix una «convivència, en què els parlants del primer romanès i els parlants de traciodaci-albanès vivien molt a prop els uns dels altres i es comunicaven periòdicament sobre qüestions quotidianes relatives a la seva activitat pastoral i al medi natural».
Aproximadament el 30% d’aquestes paraules amb cognat albanès es relacionen amb la cria d’ovelles i cabres. En conseqüència, Schramm fins i tot proposa que no provenien d'un substrat prellatí, sinó que són préstecs manllevats d'una població pastoral pels avantpassats romans que van adoptar l'estil de vida nòmada dels seus veïns quan es van refugiar a les muntanyes després del col·lapse de l’Imperi romà als segles VI i VII.
La proporció de paraules amb cognats albanesos és relativament alta en els camps semàntics del món físic (4,8%), parentiu (3,2%), agricultura i vegetació (2,8%), i animals (2,7%). Schütz argumenta que una sèrie de paraules romaneses que tradicionalment se suposa que han derivat d'hipotètics termes de llatí vulgar són, de fet, préstecs albanesos. Fins i tot les paraules romaneses d'origen llatí o eslau semblen haver estat manllevades mitjançant la mediació albanesa. També es poden il·lustrar canvis paral·lels en el significat d'un nombre de paraules llatines en les llengües albanesa i romanesa A més, existeixen diversos calcs.
Els trets morfològics i sintàctics comuns del romanès amb l'albanès, el búlgar i altres idiomes parlats al sud-est d'Europa es poden atribuir a un substrat comú. No obstant això, aquesta hipòtesi no es pot provar, a causa del coneixement limitat dels erudits moderns sobre els idiomes nadius que es parlen a la regió. En conseqüència, també és possible que aquestes característiques comunes s'atribueixin a desenvolupaments paral·lels en tots els idiomes. Segons la lingüista Rebecca Posner, no és impossible que l'existència de la vocal central no arrodonida i estreta del romanès -que està marcada per les lletres "î" o "â"- també es pugui remuntar al substrat prellatí, però afegeix que "hi ha poques proves que avalin aquesta hipòtesi".

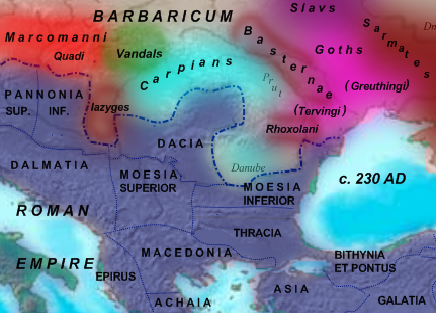
Províncies romanes al sud-est d'Europa, c. 200 AD

La integració dels territoris del sud-est europeu a l'Imperi romà començà amb l'establiment de la província d'Il·líria a la costa adriàtica cap al 60 aC. La llengua dàlmata, que ocupava una posició intermediària entre el romanès i l'italià, començà a desenvolupar-se en aquestes regions costaneres. L'expansió romana cap al Danubi continuà al primer segle dC. S'hi van establir noves províncies, inclosa Pannònia el 9 dC, Mèsia sota l'emperador Claudi (r. 41–54), i la Dàcia romana el 106. La presència de legions i tropes auxiliars assegurà el control dels romans sobre els indígenes. L'establiment de colònies també va contribuir a la consolidació del domini romà. En conseqüència, un període relativament pacífic que durà fins al final del 2n segle dC va seguir a tot arreu la conquesta. Aquesta Pax Romana fou fonamental per a la «normalització del llenguatge, costums, arquitectura, habitatge i tecnologia». Així i tot, sant Jeroni i autors posteriors evidencien la Il·líria com a mínim fins a finals del 4t segle dC.
El registre literari del llatí i la seva llengua vernacla parlada, ara coneguts com a llatí clàssic i llatí vulgar respectivament, van començar a divergir en el moment de la conquesta romana del sud-est d'Europa. En conseqüència, els colons romans van introduir aquestes formes populars quan es van establir a les províncies recentment conquerides. Algunes inscripcions de l'època romana evidencien que la llengua llatina del sud-est d'Europa es desenvolupà en línia amb l'evolució de la llengua a les altres parts de l'imperi almenys fins a finals del segle III. De la mateixa manera, algunes paraules romaneses heretades testimonien que la varietat llatina de la qual sorgiren van experimentar els canvis que afectaven els fonemes, el lèxic i altres característiques del llatí en el mateix període. Per exemple, es pot demostrar, amb paraules romaneses heretades que molts elements del vocabulari romanès s'originaren en termes populars i no pas en formes literàries.

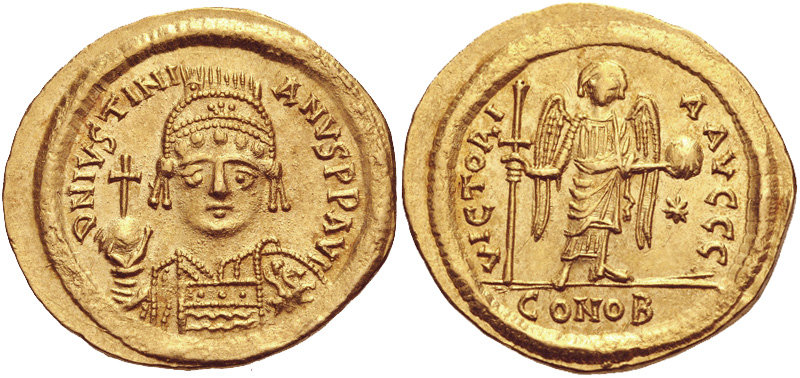
Els sòlids daurats de l'emperador Justinià I

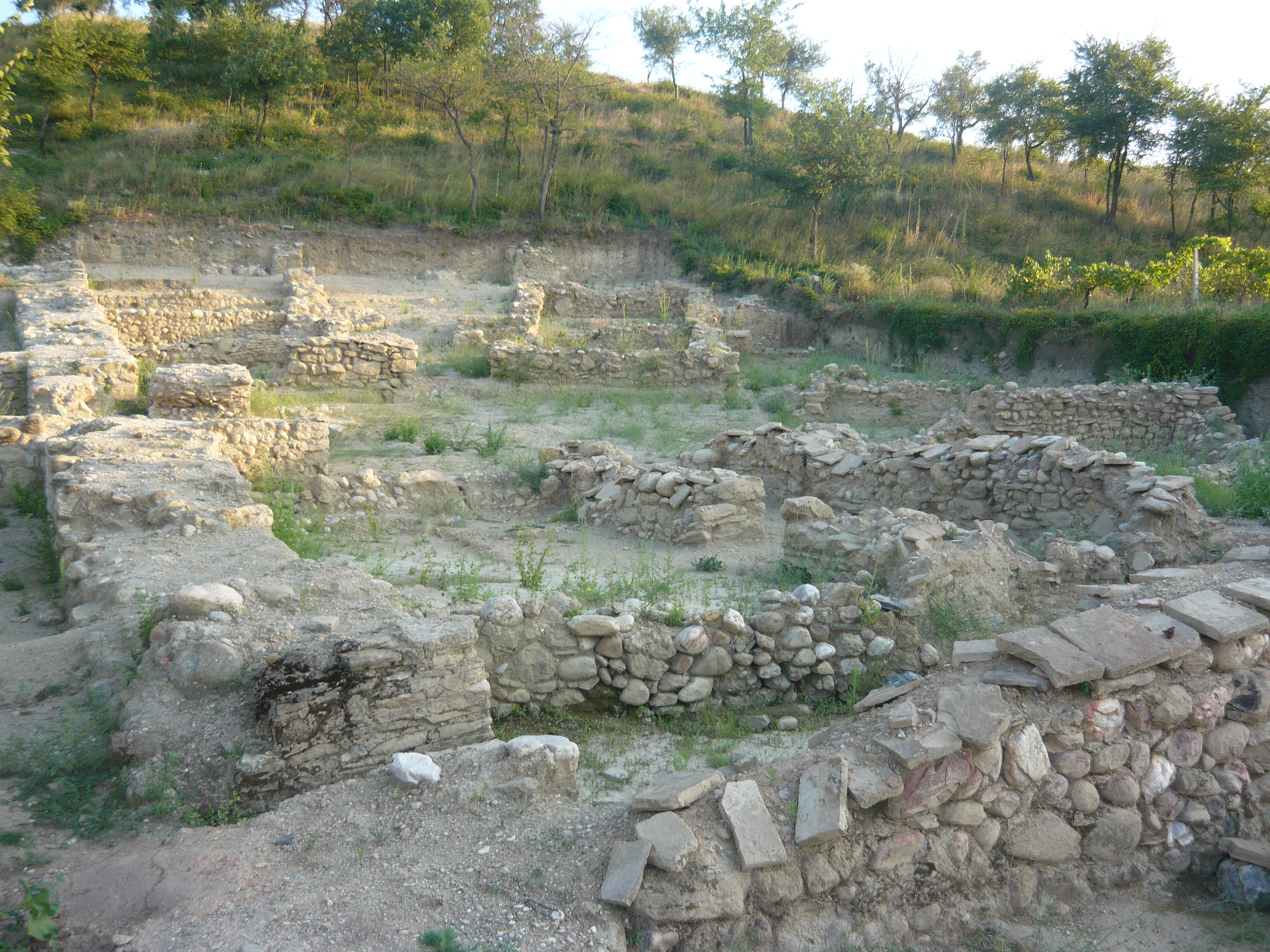
Ruïnes de Taurèsium (Taor, Macedònia del Nord), l'antiga ciutat on va néixer l'emperador Justinià I en una família de parla llatina

La Dàcia de Trajà al nord del Baix Danubi fou abandonada a principis dels anys setanta. Els que abandonaren aquests territoris es van establir al sud del riu on es tallà a Mèsia una nova província que duia el mateix nom, la Dacia d'Aureliana. No obstant això, les fonts escrites es refereixen a l'ús del llatí als territoris al nord del Baix Danubi fins al segle vi. L'informe de Prisc de Panium sobre la seva visita a la cort d'Àtila l'Hun el 448 evidencia que tots els «súbdits dels huns» que tenien «relacions comercials» amb l'Imperi Romà d'Occident parlaven llatí, però cap d'ells fàcilment parlava grec. També va conèixer Rusticius de Moesia, que actuava com a intèrpret, Constantiolus, «un home del territori de Pannònia», i «Zerkon, el nan morisc», les paraules del qual «eren un confús embolic de llatí, húnnic i gòtic». Un segle després Procopi de Cesarea escrigué sobre un presoner de guerra que «era per naixement dels Antae», però que «parlava en llengua llatina».
Els gots i altres tribus veïnes feren incursions freqüents contra els territoris romans en les dècades posteriors a la retirada dels romans de la Dàcia de Trajà, però els emperadors Dioclecià (r. 284–305) i Constantí I el Gran (r. 324–337) van consolidar les fronteres de l'imperi, que es va dividir oficialment en dues parts el 395; el llatí, però, continuà sent una de les dues llengües oficials de l'Imperi Romà d'Orient fins a principis del segle VII. Per exemple, quan Lleó II fou proclamat emperador a Constantinoble el 474, els seus exèrcits el van aclamar en llatí. L'emperador Justinià I (r. 527–565), nascut a Dardània, fins i tot afirmà que el llatí era la seva llengua materna (paternus sermo). El domini romà oriental a la península dels Balcans s'esfondrà sota l'emperador Heracli (r. 610–641).
Les inscripcions i les fonts literàries evidencien que el llatí continuà sent la llengua de comunicació predominant a les províncies al llarg del Danubi durant els segles VI i VII. Per la mateixa raó, les Novel·les de Justinià es van publicar en llatí en aquestes províncies. Les darreres inscripcions llatines a la regió es daten dels anys 610. Gábor Vékony argumenta que alguns topònims registrats a Els edificis de Justinià de Procopi de Cesarea mostren canvis de vocals que caracteritzen l'evolució del romanès. Per exemple, el canvi de «o» a «u» sembla reflectir-se en el nom de Scumbro -una fortalesa a la regió de Remesiana (actual Bela Palanka, Sèrbia)-, que no pot ser independent de l'antic nom de Scombrus mons de les muntanyes Vitosha. Teofilacte Simocata i Teòfanes el Confessor gravaren les primeres paraules -torna, torna fratre ('gira, gira germà') o torna, torna ('gira, gira')- que es pot atribuir a la llengua romanesa. Aquestes paraules foren dites per uns soldats de la regió de les muntanyes Hemus i la plana de la Tràcia Alta «en la seva llengua materna» durant una campanya romana oriental del 587.

La classificació de les llengües romàniques

La varietat llatina a partir de la qual es desenvolupà el romanès mostra els trets de molts canvis del llatí que es van produir als segles IV i VI. No obstant això, aquests canvis no sempre es poden detectar en totes les llengües romàniques, cosa que suggereix que la llengua llatina experimentà un procés de diferenciació regional en aquest període. Ovid Densusianu va escriure, ja el 1901, sobre un llatí vulgar que «va perdre la unitat, trencant-se en llengües que es van convertir en llengües romàniques actuals». Per exemple, la sonorització de les consonants sordes entre vocals, que es pot demostrar durant la formació de les llengües romàniques occidentals, no es pot detectar en l'evolució de les llengües romàniques orientals i dàlmates. En molts casos, el romanès comparteix trets comuns amb l'italià, romanx i dàlmata. Nandriș argumenta que aquestes característiques comunes suggereixen que «el desenvolupament del llatí carpatobalcànic» (és a dir, del romanès antic) «es va moure en la mateixa línia que el llatí de la costa adriàtica i el dels Alps i del sud-est d'Itàlia». D'altra banda, sosté que els trets similars de les llengües romanesa i sarda s'expliquen pel principi de les àrees perifèriques en l'evolució dialectal».

### Protoromanès
El lingüista romanès Ovid Densusia encunyà el terme «tracioromà» el 1901 per descriure l'«època més antiga de la creació de la llengua romanesa», quan el llatí vulgar parlat als Balcans entre els segles IV i VI tenia peculiaritats pròpies, havia evolucionat cap al que es coneix com a protoromanès. Les estimacions de la proporció de paraules romaneses heretades directament del llatí oscil·la entre el 20% i el 60%. La proporció de paraules d'origen llatí és especialment elevada en els camps semàntics de percepció (86,1%), quantitat (82,3%), parentiu (76,9%) i temps (74,7%). Més del 90% de les paraules funcionals, el 80% dels adverbis i el 68% dels adjectius en llengua romanesa s'heretaren directament del llatí.

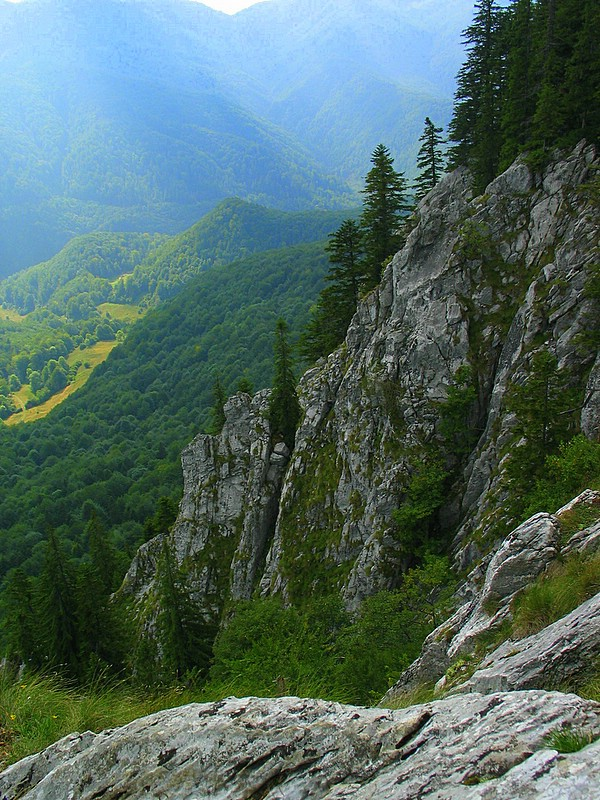
Muntanyes Apuseni a Transsilvània Occidental

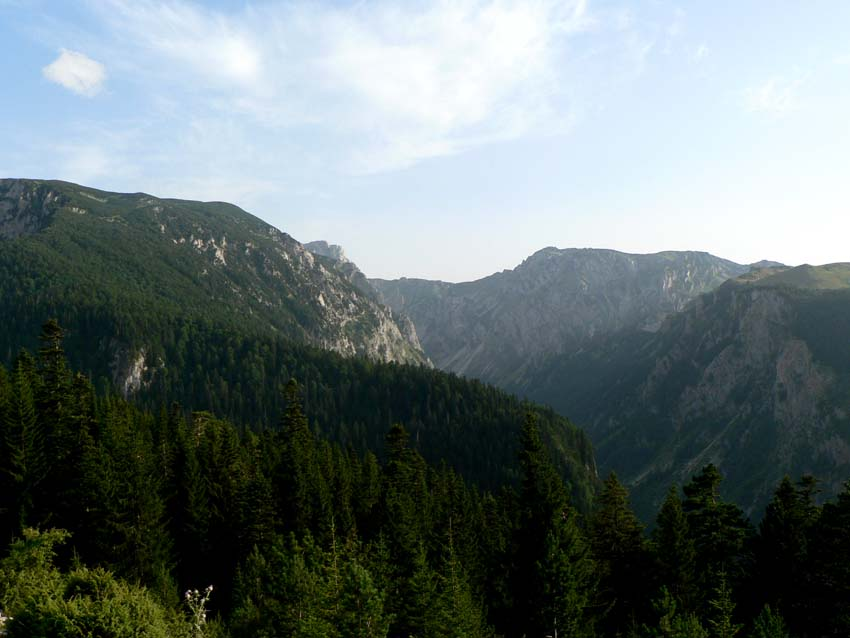
Muntanya Durmitor a Montenegro, el nom del qual és d'origen romanès

Tot i que algunes llengües i dialectes romànics orientals van adoptar una sèrie de préstecs en el curs de la seva evolució, altres es van mantenir més conservadors. En aquest sentit, el dialecte valac del romanès és el més innovador de tots els dialectes romanesos. Molts lingüistes i historiadors -inclosos Grigore Nandriș i Alexandru Madgearu- fins i tot proposen que la preservació de les paraules llatines heretades pels dialectes parlats a la Dàcia romana que van ser substituïdes per préstecs en altres regions demostra que aquests territoris van servir de centres d'"expansió lingüística". De la mateixa manera, el dialecte maramureșà també ha conservat paraules d'origen llatí que van desaparèixer en la majoria d'altres dialectes. D'altra banda, l'aromanès, tot i que ara es parla en regions on no podria haver començar, encara utilitza una sèrie de termes llatins heretats en lloc dels préstecs que van adoptar altres llengües romàniques orientals.
En la llengua romanesa no s'ha conservat cap terme llatí relacionat amb una societat urbanitzada. Les paraules romaneses heretades per a "carretera" també revelen que la vida dels avantpassats dels romanesos es tornà més rural després del col·lapse de la civilització romana. Per exemple, la paraula llatina per a pont pons es convertí en punte en romanès, i es refereix a un tronc d'arbre situat sobre una rasa o un barranc, mentre que la paraula romanesa per a carretera cale prové del llatí callis 'camí estret, pista'. Grigore Nandriș subratlla que "els termes romanesos per a "passar d'un lloc a un altre" semblen ser particularment nombrosos". De la mateixa manera, els verbs romanesos que fan referència a "anar" es desenvolupen a partir de verbs llatins amb un significat diferent.
Basant-se en l'estudi de les paraules i préstecs llatins heretats en llengua romanesa, Nandriș, Schramm, Vékony i altres estudiosos conclouen que els romanesos provenien d’una població que habitava les zones muntanyoses del sud-est d’Europa i es dedicava principalment a la ramaderia. Per exemple, Schramm subratlla que "els romanesos van heretar la paraula "llaurar" del llatí, però van manllevar tant els noms de les parts de l'arada […] com la terminologia de la complexitat de les tècniques de llaurat de l'eslau", cosa que suggereix que els seus avantpassats només conservaven uns coneixements bàsics sobre el cultiu de les plantes. En contrast amb aquestes opinions, altres erudits -inclòs l'historiador Victor Spinei- afirmen que el gran nombre de noms de cultius i tècniques agrícoles es van heretar directament del llatí, cosa que indica "una continuïtat molt llarga de pràctiques agrícoles".

### Adstrat eslau

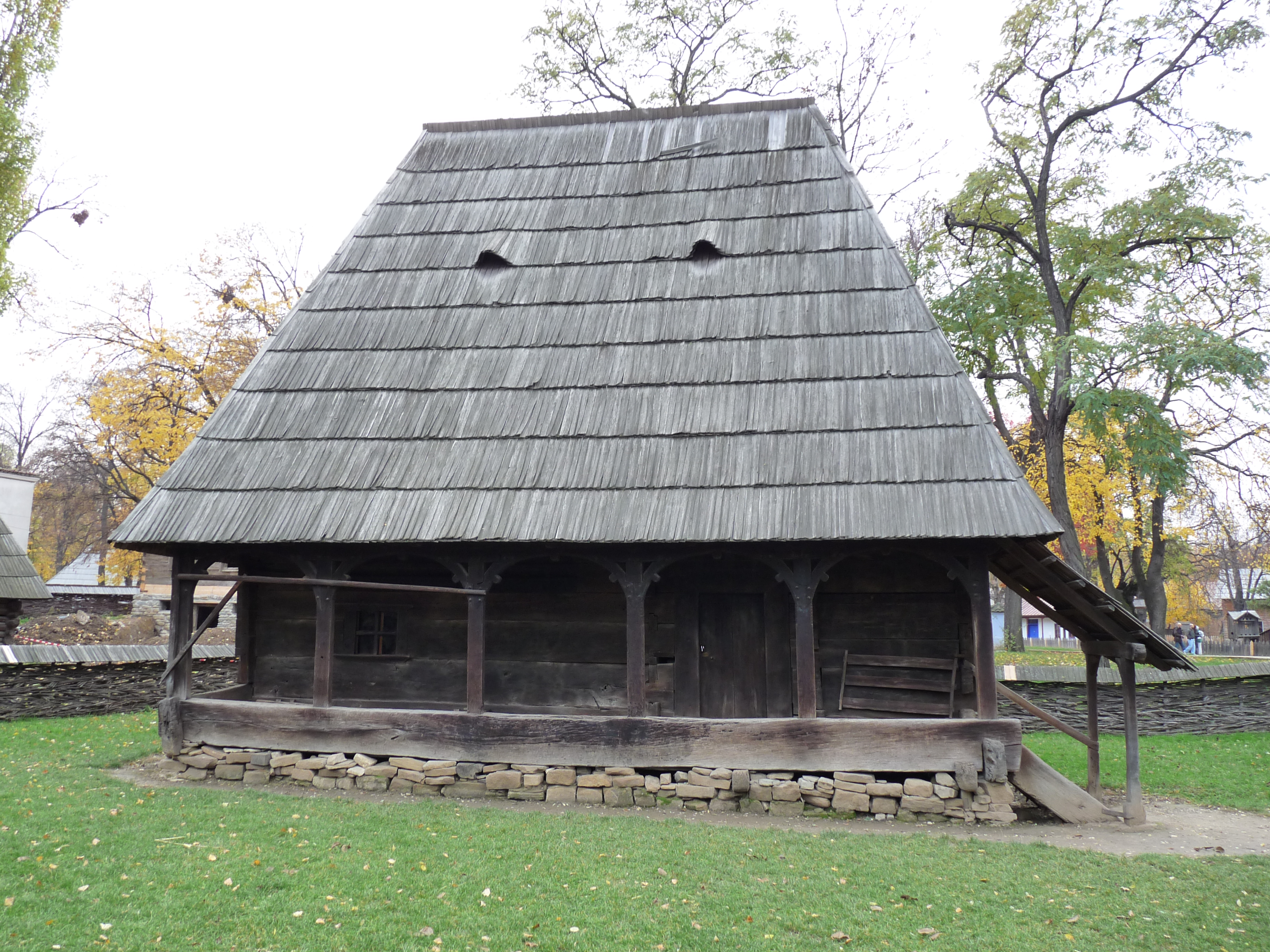
Una casa tradicional construïda a Berbești el 1775 (Museu del Poble Nacional Dimitrie Gusti de Bucarest)

Les regions occidentals de les estepes pòntiques foren dominades des de l'any 837 pels hongaresos, entre els anys 895 i 1046 pels petxenegs, des de l'any 1046 pels oghuz i entre els anys 1064 i 1241 pels cumans. Els hongaresos que es van establir a les terres baixes de la conca dels Carpats cap al 895 van establir un estat cristià cap al 1000 que va integrar gradualment el Banat, Transsilvània i altres regions de l'actual Romania. La presència dels romanesos al Regne d'Hongria està provada per fonts gairebé contemporànies de principis del segle xiii. El petxenegs i els cumans parlaven llengües turques, però la distinció de paraules preses d'ells i préstecs de tàrtar de Crimea o turc otomà d'origen és gairebé impossible. Per exemple, Lazăr Șăineanu proposa que la paraula romanesa per a maça (buzdugan) provingués dels cumans o petxenegs, però a les estepes pontiques no es van desenterrar maces datades del període anterior al 1300. Segons István Schütz, cioban -una paraula romanesa per a pastor que també existeix en albanès, búlgar i moltes altres llengües eslaves- pot ser d'origen petxeneg o cumà. La convivència de romanesos i hongaresos feu que els primers adoptessin diverses paraules hongareses. La proporció de préstecs hongaresos és ara de l’1,6%. La seva proporció és relativament alta en els camps semàntics de les relacions polítiques i socials (6,5%), la confecció i el vestit (4,5%), la parla i el llenguatge (4,5%), i la casa (4,3%). Tot i que la majoria dels préstecs hongaresos s'han estès en tots els dialectes romanesos, molts d’ells només s'utilitzen a Transsilvània.
L'estrat més antic dels préstecs eslaus -que ara es representa amb uns 80 termes- s'adoptà en el període eslau comú que acabà cap a l'any 850. No obstant això, la majoria de les paraules romaneses d'origen eslau només es van adoptar després de la metàtesi de l'eslava comuna *tort - fórmula -que era "un tipus específic de síl·laba pel qual t representa qualsevol consonant, o per e o o, i r per a r i l"- s'havia completat. Els termes eslaus de l'antiga Església també van enriquir el vocabulari religiós dels romanesos en aquest període. El protoromanès fins i tot adoptà paraules d'origen llatí o grec mitjançant la mediació eslava en aquest període. El gruix dels préstecs eslavons de l'Església vella ha estat preservat per totes les llengües romàniques orientals, la qual cosa implica que la seva divisió en llengües separades no començà abans del ca. 900. Posteriorment, cada llengua romànica oriental i els seus dialectes van adoptar préstecs dels pobles eslaus veïns. Per exemple, l'ucraïnès i el rus van influir en els dialectes del romanès del nord, mentre que el croat influí més en l'istroromanès.
A més del vocabulari, les llengües eslaves també van tenir efectes sobre la morfologia i la fonologia romànica oriental, tot i que la seva extensió és debatuda per especialistes. La iotació de e en posició inicial de mot en algunes paraules bàsiques -l'aparició d'una semivocal j abans de e en aquests termes- és un dels trets fonològics romanesos amb un origen debatut. Peter R. Petrucci argumenta que fou conseqüència d'un canvi lingüístic de l'eslau comú en el romanç oriental, mentre que Grigore Nandriș subratlla que"el llatí e fou diftongat en un període primerenc no sols en "romanès" sinó també en "la majoria de llengües romàniques". La formació de numerals entre onze i dinou segueix clarament el patró eslau -per exemple, unsprezece 'un sobre deu', doisprezece 'dos sobre deu' i nouăsprezece 'nou sobre deu' -cosa que també indica que un nombre significatiu de persones que parlaven originalment una llengua eslava van adoptar el romanès.

### Romanès preliterari
Com altres poques llengües romàniques, el romanès ha conservat l'endònim Romanus. La seva variant rumân -que feia referència als serfs- es registrà per primera vegada a la dècada de 1500, mentre que la variant român es documenta ja al segle xvii. No obstant això, altres pobles es referien als romanesos com a valac durant tota l'edat mitjana. Aquest exònim i les seves variants provenien d'una paraula germànica reconstruïda *walhaz, mitjançant la qual els antics alemanys es referien inicialment específicament als celtes, després als celtes romanitzats i, finalment, a tots els romanços. Fou adoptada pels eslaus i d'ells pels grecs.
Els historiadors no han arribat a un consens sobre la data del primer fet històric que, sens dubte, pot relacionar-se amb els romanesos. L'historiador romanès Ioan-Aurel Pop fa esment dels "registres escrits" que es refereixen als romanesos existents al segle viii i al IX, però no en nomena cap. Vlad Georgescu cita una "geografia armènia del segle IX" que fa referència a un "país desconegut anomenat Balak", però Victor Spinei subratlla que es tracta d'una interpolació "probablement dels primers segles del segon mil·lenni". El mateix Spinei suggereix que els primers esdeveniments registrats de la història dels romanesos estan relacionats amb les seves lluites contra els hongaresos en territoris al nord del Danubi cap al 895. En aquest sentit, cita la Crònica Primària de la dècada de 1120 i la de finals del segle xiii, Gesta Hungarorum. No obstant això, la idea que la Crònica es refereix als romanesos no ha estat universalment acceptada. De la mateixa manera, els especialistes sovint han qüestionat la fiabilitat de la Gesta Hungarorum. Tot i així, és sens dubte que, especialment, els valacs de la península Balcànica són esmentats per fonts romanes d'Orient en relació amb esdeveniments de finals del segle x. Spinei i Georgescu van proposar que la pedra rúnica Varangian del 1050 era dels primers romanesos que tenien presència a les terres a l'est dels Carpats.
Les regions occidentals de les estepes pòntiques van estar dominades a partir del 837 pels hongaresos, entre el 895 i el 1046 pels petxenegs, des del 1046 pels oghuz i entre el 1064 i el 1241 pels cumans. Els hongaresos que es van establir a les terres baixes de la conca dels Carpats cap a l'any 895 crearen un estat cristià cap a l'any 1000 que enclogué progressivament el Banat, Transsilvània i altres regions de l'actual Romania. La presència dels romanesos al Regne d'Hongria està provada per fonts gairebé contemporànies des de principis del segle xiii. Els petxenegs i els cumans parlaven llengües turques, però la distinció de paraules manllevades d'ells i préstecs d'origen tàrtar de Crimea o turc otomà és gairebé impossible.

### Romanès antic

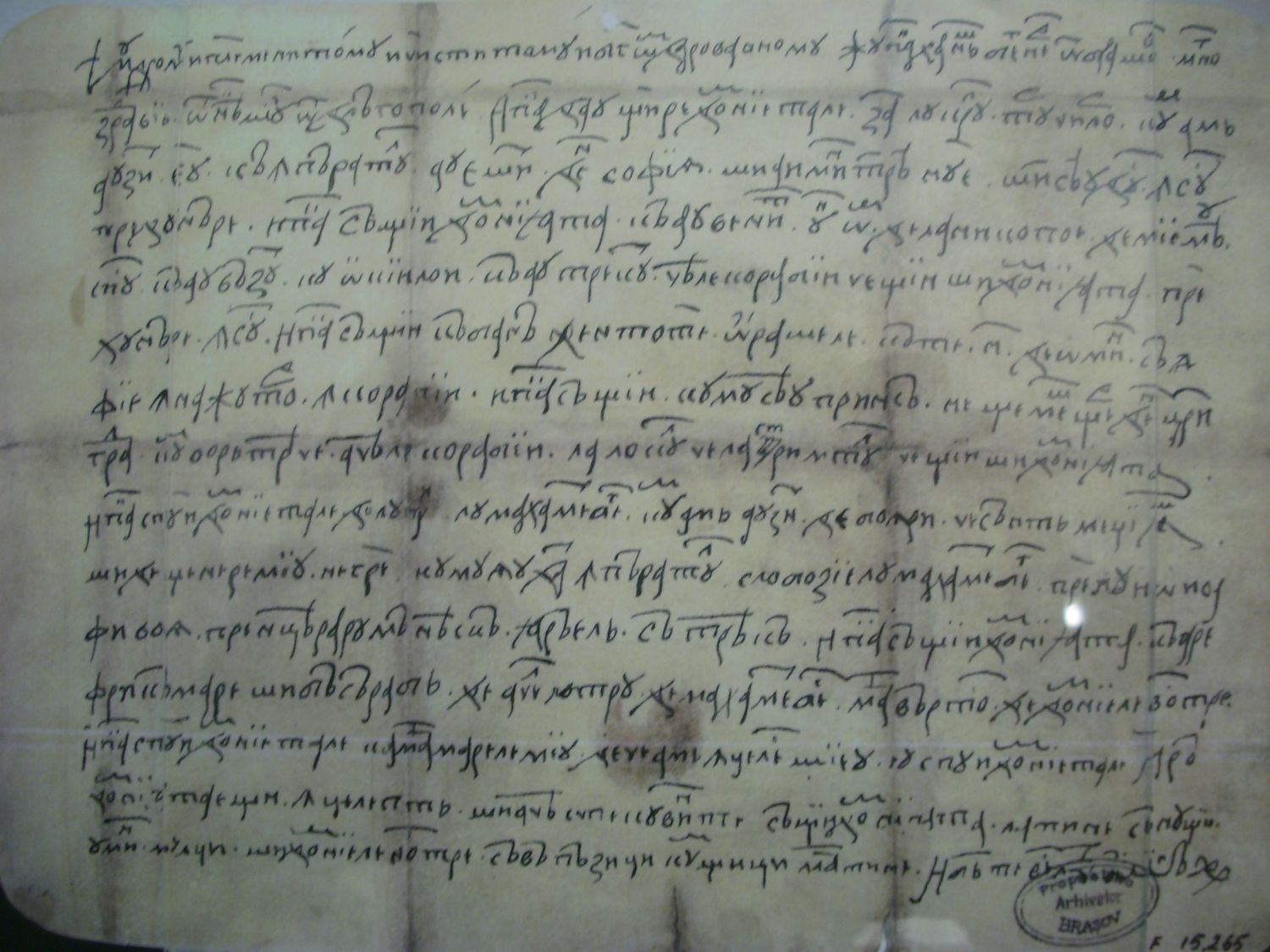
Carta de Neacșu de 1521, el document més antic que es conserva escrit en romanès

El que tradicionalment es denomina període de la «llengua romanesa antiga» comença al segle xvi i acaba al segle xviii. El cronista polonès Jan Długosz remarcà el 1476 que els moldaus i valacs «comparteixen llengua i costums». L'escriptura més antiga que es conserva en romanès i que es pot datar de manera fiable és una carta enviada per Lupu Neacșu des de l'aleshores Dlăgopole, ara Câmpulung, Valàquia, a Johannes Benkner de Brașov, Transsilvània. Dels fets i de les persones esmentades a la carta es pot deduir que s'escrigué al voltant del 29 o 30 de juny de 1521.
Francesco della Valle escriu el 1532 que «es denominen romei en la seva pròpia llengua» («si dimandano in lingua loro Romei») i, a més, cita l'expressió «Sabeu romanès?» («se alcuno dimanda se sano parlare in la lingua valacca, dicono a questo in this modo: Sti Rominest? Che vol dire: Sai tu Romano?»).
Tranquillo Andronico, el 1534, remarca que els «valacs ara es denominen romanesos» (Valachi nunc se Romanos vocant). El 1542, el secà transsilvà Johann Lebel va escriure que «els valacs es denominen Romuini». El cronista polonès Stanislaw Orzechowski esmenta el 1554 que «en la seva llengua, els vlaques es denominen a si mateixos romini». El 1570, el croat Ante Verančić especifica que «els valacs de Transsilvània, Moldàvia i Transalpina es denominen romans». Pierre Lescalopier escriu, el 1574, que «els que viuen a Moldàvia, Valàquia i la major part de Transsilvània es consideren descendents de romans i anomenen la seva llengua romanesa». Ferrante Capecci, després de viatjar el 1575 per Valàquia, Transsilvània i Moldàvia, esmenta que els habitants d'aquestes terres reben el nom de «Romanesci». L'Orastie Palia, del 1580, és la traducció més antiga del Pentateuc que s'escriu en llengua romanesa.

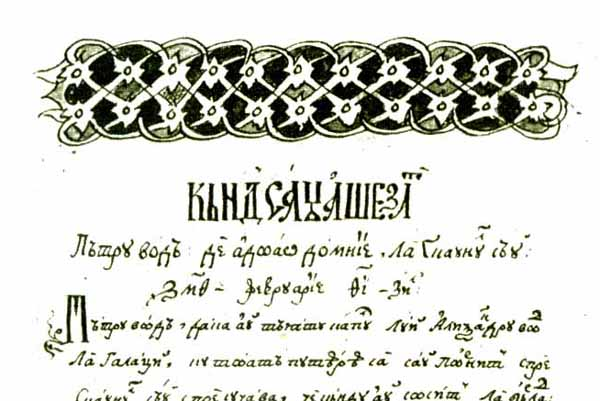
Una pàgina del manuscrit Letopiseț

Grigore Ureche, a les seves Cròniques de la terra de Moldàvia (romanès Letopisețul Țării Moldovei) (dècades de 1640), parla de la llengua parlada pels moldaus i la considera una amalgama de nombroses llengües (llatí, francès, grec, polonès, turc, serbi, etc.) i que es barreja amb les llengües veïnes. Tanmateix, l'autor assumeix la preponderància de la influència llatina i afirma que, amb una mirada més propera, totes les paraules llatines podrien ser enteses pels moldaus.
Miron Costin, en el seu De neamul moldovenilor (1687), tot assenyalant que els moldaus, valacs i romanesos que viuen al Regne d'Hongria tenen el mateix origen, diu que, tot i que els habitants de Moldàvia es diuen a si mateixos «moldaus», anomenen la seva llengua «romanès» (românește) en lloc de moldau (moldovenește). A més, en la seva crònica en llengua polonesa de Valàquia i Moldàvia, Miron Costin assumeix que tant els valacs com els moldaus es deien a si mateixos «romans».
Dimitrie Cantemir, en la Descriptio Moldaviae (Berlín, 1714), assenyala que els habitants de Moldàvia, Valàquia i Transsilvània parlaven la mateixa llengua. Assenyala, però, que hi ha algunes diferències en l'accent i el vocabulari. Hi diu:
| « | Els valacs i els transsilvans tenen el mateix discurs que els moldaus, però la seva pronunciació és lleugerament més dura, com ara giur, que un valac pronunciarà jur, utilitzant una ż polonès o una j francesa. […] També tenen paraules que els moldaus no entenen, però no les fan servir per escrit. | » |

L'obra de Cantemir és una de les primeres històries de la llengua, en què constata, com Ureche abans d'ell, l'evolució del llatí, i nota els préstecs grecs, turcs i polonesos. A més, introdueix la idea que algunes paraules devien tenir arrels dàcies. Cantemir també assenyala que, tot i que la idea d'un origen llatí de la llengua prevalgué en el seu temps, altres erudits consideraven que provenia de l'italià.
En fonts antigues, com les obres dels cronistes Grigore Ureche (1590–1647), Miron Costin (1633–1691), o les del príncep i erudit Dimitrie Cantemir (1673–1723), es pot trobar el terme moldau moldovenească. Segons la Descriptio Moldaviae de Cantemir, els habitants de Valàquia i Transsilvània parlaven la mateixa llengua que els moldaus, però tenien una pronunciació diferent i feien servir algunes paraules que els moldaus no entenien. Costin i, en un llibre inacabat, Cantemir, testifiquen l'ús del terme romanès entre els habitants del Principat de Moldàvia per a referir-se a la seva pròpia llengua.

### Romanès a la Rússia imperial

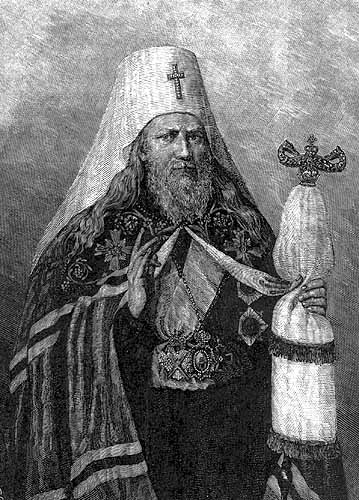
Arquebisbe Gavril Bănulescu-Bodoni

Després de l'annexió de Bessaràbia per part de Rússia (després del 1812), la llengua dels moldaus s'establí com a llengua oficial a les institucions governamentals de Bessaràbia; progressivament, però, la llengua russa hi guanyà importància. Segons les autoritats imperials, a partir de 1828 els documents oficials van començar a publicar-se només en rus, i cap al 1835 es concedí un període de 7 anys en què les institucions de l'estat encara podien acceptar documents escrits en romanès. Les obres editorials establertes per l'arquebisbe Gavril Bănulescu-Bodoni van ser capaces de produir llibres i obres litúrgiques en moldau entre 1815 i 1820.

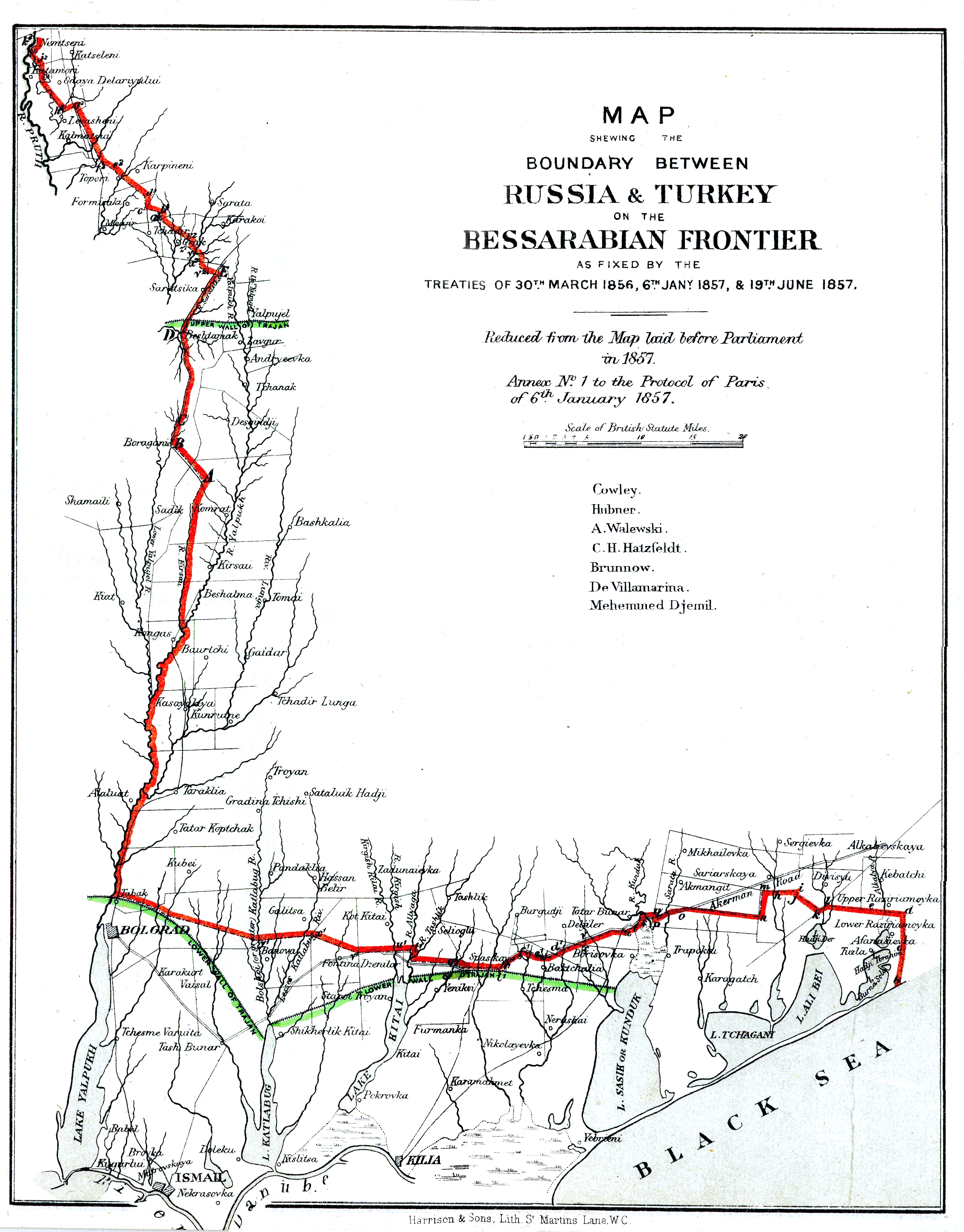
Mapa de la frontera entre Moldàvia, Romania i Rússia, 1856-1878

El 1854, el rus fou declarat l'única llengua oficial de la regió, i el moldau fou eliminat de les escoles a la segona part del segle. El romanès fou acceptat com a llengua d'ensenyament fins al 1842, després s'ensenyava com a assignatura separada. Així, al Seminari de Chișinău, la llengua romanesa era una assignatura obligatòria, amb deu hores setmanals, fins al 1863, quan es tancà el departament de romanès. A l’institut número 1 de Chișinău, els estudiants tenien dret a triar entre el romanès, l'alemany i el grec fins al 9 de febrer de 1866, quan el conseller de l’estat de l’Imperi rus prohibí l'ensenyament de la llengua romanesa, amb la justificació que "els alumnes coneixien aquesta llengua de manera pràctica i el seu ensenyament seguia altres objectius". 
Cap al 1871, el tsar publicà un ucàs "Sobre la suspensió de l'ensenyament de la llengua romanesa a les escoles de Bessaràbia", perquè "la parla local no s'ensenya a l'Imperi rus". 
La situació lingüística a Bessaràbia del 1812 al 1918 fou el desenvolupament gradual del bilingüisme. El rus va continuar desenvolupant-se com a llengua oficial de privilegi, mentre que el romanès era la llengua vernacla principal. L'evolució d'aquesta situació lingüística es pot dividir en cinc fases:
El període del 1812 al 1828 fou d'un bilingüisme "neutre" o "funcional". Mentre que el rus tenia un domini oficial, el romanès no estava exempt d’influència, especialment en els àmbits de l'administració pública, l'educació (sobretot l'educació religiosa) i la cultura. En els anys immediatament posteriors a l'annexió, la lleialtat a la llengua i els costums romanesos es feu important. El Seminari teològic de Chișinău (Seminarul Teologic) i les escoles de Lancaster es van obrir el 1813 i el 1824 respectivament, es van publicar llibres de gramàtica romanesa i la impremta de Chișinău començà a produir llibres religiosos.
El període de 1828 a 1843 fou d'un bilingüisme diglòssic parcial. Durant aquest temps, es prohibí l’ús del romanès en l’àmbit de l'administració. Això es va dur a terme per mitjans negatius: el romanès fou exclòs del codi civil. El romanès es continuà utilitzant en l'educació, només, però, com a matèria independent. Es van publicar manuals bilingües, com ara la Gramàtica russoromanesa Bucoavne de Iacob Ghinculov, per satisfer la nova necessitat de bilingüisme. Els llibres religiosos i els sermons dominicals continuaven sent l’única sortida pública monolingüe per al romanès. El 1843, la retirada del romanès de l'administració pública era completa.
Segons l'Estatut orgànic de 1828, la llengua moldava també era la llengua oficial de Moldàvia dominada per l'otomà.
El període comprès entre el 1843 i el 1871 fou d’assimilació. El romanès continuà sent una assignatura escolar al Liceu Regional (institut) fins al 1866, al seminari teològic fins al 1867 i a les escoles regionals fins al 1871, quan la llei prohibia tot l'ensenyament de la llengua.
El període comprès entre el 1871 i el 1905 fou del monolingüisme oficial en rus. Tot l'ús públic del romanès va ser eliminat progressivament i substituït pel rus. El romanès es va continuar utilitzant com a llengua col·loquial de casa i família. Aquesta va ser l'era del màxim nivell d'assimilació a l'Imperi Rus. El 1872, el sacerdot Pavel Lebedev va ordenar que tots els documents de l'església s'escrivissin en rus i, el 1882, la premsa de Chișinău fou clausurada per ordre del Sant Sínode.

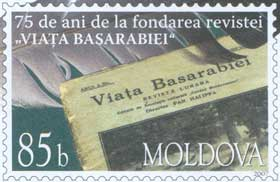
Viața Basarabiei en un segell moldau de 2007

El període de 1905 a 1917 va ser un conflicte lingüístic creixent, amb el despertar de la consciència nacional romanesa. El 1905 i el 1906, la zemstva de Bessaràbia va demanar la reintroducció del romanès a les escoles com a "llengua obligatòria" i la "llibertat d'ensenyar en la llengua materna (llengua romanesa)".
Al mateix temps, van començar a aparèixer els primers diaris i revistes en llengua romanesa: Basarabia (1906), Viața Basarabiei (1907), Moldovanul (1907), Luminătorul (1908), Cuvînt moldovenesc (1913), Glasul Basarabiei (1913). Des del 1913, el sínode va permetre que"les esglésies de Besserabia utilitzessin la llengua romanesa".
El terme "llengua moldava" (limbă moldovenească) es va utilitzar recentment per crear una llengua amb ortografia estàndard patrocinada per l'estat que el distingís del romanès "romanès". Per tant, st. Margeală, el 1827, va afirmar que l'objectiu del seu llibre era "oferir als 800.000 romanesos que viuen a Bessaràbia,... així com als milions de romanesos de l'altra part de Prut, la possibilitat de conèixer la llengua russa, i també per als russos que vulguin estudiar la llengua romanesa". El 1865, Ioan Doncev, editant la seva introducció i gramàtica romanesa, va afirmar que el moldau és valaho-româno, o romanès.
Tanmateix, després d'aquesta data, l'etiqueta "llengua romanesa" apareix de forma esporàdica a la correspondència de les autoritats educatives. A poc a poc, el moldau es va convertir en l'única etiqueta de la llengua: una situació que va resultar útil per a aquells que desitjaven una separació cultural de Bessaràbia de Romania. Tot i que es refereix a un altre període històric, Kl. Heitmann va afirmar que la "teoria de dues llengües - el romanès i el moldau - es va fer servir tant a Moscou com a Chișinău per combatre les vel·leïtats nacionalistes de la República de Moldàvia, essent, també, una acció contra el nacionalisme romanès" (Heitmann, 1965).
L'objectiu de les polítiques lingüístiques russes a Bessaràbia era la dialectalització de la llengua romanesa. A. Arțimovici, funcionari del Departament d'Educació amb seu a Odessa, va escriure una carta, d'11 de febrer de 1863, al ministre d'Instruccions Públiques en què afirmava: "Tinc l'opinió que serà difícil aturar la població romanesa de Bessaràbia que utilitzi la llengua dels principats veïns, on la població romanesa concentrada pot desenvolupar la llengua en funció dels seus elements llatins, no és bo per a la llengua eslava.
Les indicacions del govern relatives a aquest cas tenen com a objectiu que un nou dialecte a Bessaràbia, basat més en la llengua eslava, no serveixi, com es veurà, de res: no podem dirigir els professors a ensenyar una llengua que aviat estarà morta. A Moldàvia i Valàquia... els pares no voldran que els seus fills aprenguin un idioma diferent del que parlen actualment". Tot i que alguns escrivans, com Arțimovici, es van adonar que la creació d’un dialecte a part del romanès parlat als principats units mai no podria ser realment efectiva, la majoria d’ells" amb l’objectiu de complir la política governamental, tendenciosament anomenada llengua majoritària moldava, fins i tot al context on el romanès sempre s'havia utilitzat anteriorment".

## Història interna
Aquesta secció presenta els canvis sonors que van passar del llatí al romanès. L’ordre en què s'enumeren els canvis de so aquí no és necessàriament cronològic.

### Fins al proto-romanès

#### Vocals

##### En el període llatí vulgar
El llatí clàssic tenia deu vocals pures (monoftongs), juntament amb tres diftongs. Al segle i, si no abans, el diftong llatíae es va convertir en [ɛː], amb la qualitat del curte però més llarg; ioe poc després es va convertir en [eː] la fusió amb llargaē. Això va deixarau. Una tendència primerenca en el llatí urbà de Roma, ja en temps de Ciceró (c. 50 AC), la va fusionar ambō, i algunes paraules habituals ho reflecteixen en romanès, per exemple, coadă «cua» < cōda < Clàssic cauda; de manera similar ureche "orella" < ōricla < Clàssic auricula. Però, en general, els territoris fora de Roma no es van veure afectats per aquest canvi; /au/ romandre a tot arreu durant segles després i continua fins avui en romanès.
Llarg i curte, i, o, u difereixen tant en qualitat com en quantitat, amb les versions més curtes més baixes i més laxes (per exemple,e [ɛ] vs.ē [eː]). Llarg i curta només diferia quant a quantitat. En un moment determinat, la quantitat va deixar de ser fonèmica, amb totes les vocals llargues en síl·labes tenses obertes i curtes en qualsevol altre lloc. Això va provocar automàticament llargs i curtsa per fusionar-se, però les vocals restants van prendre dos camins diferents:
- En l'esquema sard, els parells de vocals llargs i curts simplement es fusionen, amb la diferència de qualitat esborrada.
- En l'esquema del romanç occidental, la diferència de qualitat es manté, però originalment curta i, u [ɪ], [ʊ] es redueixen i es fusionen amb l'original long ē, ō [e], [o]. Posteriorment, les vocals mitjanes baixes àtones s'eleven per arribar a ser mitjanes altes.

El romanès i altres llengües romàniques orientals segueixen un esquema mixt, amb les vocals posteriors o, u seguint l'esquema sard però les vocals davanteres e, i seguint l'esquema del romanç occidental. Això produeix un sistema de sis vocals (contraposa el sistema sard de cinc vocals i el sistema de set vocals del romanç occidental).
- Lat. mare > Rom. mare ('mar')
- Lat. pālum > * paru > Rom. par ('pal')
- Lat. focum > * focu > Rom. foc ('foc')
- Lat. pōmum > * pomu > Rom. pom ('arbre fruiter')
- Lat. multum > * multu > Rom. mult ('molt')
- Lat. tū > Rom. tu ('tu')

Curt llatíu sembla haver estat baixat a O quan està estressat i abans de mo b en algunes paraules:
- Lat. autumna (de autumnus)> * tomna > Rom. toamnă ('tardor')
- Lat. rubeum > * robi̯u > Rom. roib

També, llatí llarg ō va canviar a u en poques paraules:
- Lat. cohortem > * cōrtem > Rom. curte

Les vocals anteriors han canviat de la següent manera:
- ē /oe ii convertir en /e/.
- ī es va convertir en /i/.
- e /ae es va convertir en:
  - /ɛ/ en síl·labes tòniques
  - /e/ en síl·labes àtones
- Posteriorment, es va destacar /ɛ/ diftongat a /je/.

Exemples:
Lat. pellem > * pɛlle > Rom. piele /pjele/ ('pell')
Lat. signum > * semnu > Rom. semn ('signar')
Lat. vīnum > * vinu > Rom. vin ('vi')

##### Trencament d'obertura estressadae
En romanès, com en altres llengües romàniques, es va destacar /ɛ/ (inclòs l'original)ae) es va trencar (diftongat) a */je/. Això va passar en totes les síl·labes, obertes o tancades, de manera similar a l'espanyola, però a diferència de l'italià o el francès, on aquest trencament només es va produir en síl·labes obertes (les seguides només d'una sola consonant).
- Lat. pellem > * pɛlle > Rom. piele /pjele/ 'pell'

Molt sovint, la /j/ va ser absorbida posteriorment per una consonant precedent, per l'operació de la segona palatalització.
- Lat. decem > * dɛce > * di̯ece > * dzece > Rom. zece 'deu'

La /e/ es va veure afectada posteriorment per altres canvis en certes circumstàncies, per exemple, trencar a /e̯a/ o baixar a /a/ :
- Lat. equa > * ɛpa > * i̯epa > Rom. iapă 'mare'
- Lat. terra > * tɛrra > * ti̯era > * țera > arcaic țeară > Rom. țară 'terra'
- Lat. testa > * tɛsta > * ti̯esta > * țesta > Rom. țeastă 'crani'

##### Trencament d'eio
La vocal o es va trencar (diftongitzada) a oa davant d'una vocal no alta:
- Lat. flōrem > Rom. floare 'flor'
- Lat. hōram > Rom. oară 'temps' com a"a treia oară"'the third time'

La vocal e es va trencar a ea en circumstàncies similars. La e era sovint absorbida per un so palatal precedent:
- Lat. equa > * ɛpa > * i̯epa > * i̯eapa > Rom. iapă 'mare'
- Lat. terra > * tɛrra > * ti̯era > * țera > arcaic țeară > Rom. țară 'terra'
- Lat. testa > * tɛsta > * ti̯esta > * țesta > Rom. țeastă 'crani'

Com a resultat, aquests diftongs encara s'alternen amb els monoftongs originals ocorrent regularment abans de a, ă i e a la síl·laba següent (amb l'excepció que ea ha tornat a e abans que una altra e, per exemple, mensae > mease > mese 'taules', com està explicat a la secció següent).

##### Recolzament d'e
La vocal e es va canviar per ă - i el diftong ea es va reduir a a - quan va precedit per una consonant labial i seguit per una vocal posterior a la síl·laba següent. En altres paraules, es va mantenir e, quan la vocal següent era i o e. A més, davant d’aquestes vocals, el diftong ea va canviar a e.
- Lat. pilus > perú > Rom. păr 'cabells', però
- Lat. pilī > Rom. peri 'pèls'
- Lat. pēra > peară > Rom. pară 'pera', però
- Lat. pērae > peare > Rom. pere 'peres'
- Lat. mēnsam > * mesa > Measă > Rom. masă 'taula', però
- Lat. mēnsae > mease > Rom. mes 'taules'
- Lat. vēndō > * vendu > * văndu > * vându > Rom. vând 'venc', però
- Lat. vēndis > * vendī > * vendzi > vindzi > Rom. vinzi 'vens'

Aquest canvi fonètic és característic del romanès estàndard, però no va afectar el dialecte parlat a Țara Hațegului.
La consonant r també provoca el suport de e a ă: lat. rus > Rom. rău 'dolent'. Una altra font de ă és que a canvia fins a ă davant de /i/ a la síl·laba següent, per exemple mare 'mar', però mări 'mars'.

##### Reducció vocal
Àtona 1 va convertir en un (excepte quan a el principi de la paraula) i àtona o va ser reduïda a u. Aleshores ă es va convertir en e després de consonants palatals. En algunes paraules es va mantenir o no àtona per analogia.
- Lat. capra > Rom. capra 'cabra'
- Lat. vīnea > * vinja > * viɲă (cf. megleno-romanès)> * viɲe (cf. Aromanian)[145] > Rom. vie /ˈvije/ 'vinya'
- Lat. formōsus > Rom. frumos 'bell'

##### Fonemicització deă, elevació pre-nasal i aparició de/ɨ/
Quan va aparèixer l'article definit -a, va crear noves formes de paraules amb àtona - /a/: casă /ˈkasʌ/ 'casa'~ casa /ˈkasa/ 'la casa'. A més, els casos d’a tònica van sorgir de l’original a abans de a /n/ o d’una clúster consonant que començava per /m/. Posteriorment, un baix les mateixes condicions (d'un original, així com d'e) es va convertir en la vocal [ɨ] (actualment lletrejat com i en vores de textos i una en una altra part), per exemple, Lat. campus > Rom. câmp 'field', lat. ventus > Rom. vânt 'vent'. Això va formar part d’un procés general d’elevació pre-nasal, que també va afectar les altres vocals: Lat. bene > Rom. bine 'well', lat. nomen > Rom. nume 'nom'. El llatí i també produeix de vegades /ɨ/ abans de les nasals: lat. sinus > sân 'pit'. Posteriorment, la supressió de / n / en algunes paraules produeix casos de fonèmic /ɨ/ : Lat. quàntic > Rom. quant 'quant'.
La mateixa vocal també sorgeix de i, e i ă davant d’un cúmul de / r / i una següent cosonant: lat. virtutem > Rom. vârtute 'virtut', lat. pèrgola > Rom. pârghie 'palanca', lat. tardivus > Rom. târziu 'tard'. La vocal també sorgeix de i després de / r /: Lat. ridet > Rom. râde 'riu'. Altres casos de /ɨ/ van sorgir amb la introducció de préstecs eslaus i, més tard, turcs.

#### Consonants

##### Labiovelars
En el període de el llatí vulgar, els labiovelars /kʷ ɡʷ/ van ser reduïts a simples velars /k ɡ/ abans de vocals del davant. Aquests van ser palatalitzats posteriorment a /tʃ dʒ/ per la segona palatalització (vegeu més avall):
- Lat. quaerere 'buscar' > * kɛrere > Rom. cere 'demanar'

Els labiovelars van romandre originalment abans de a, però posteriorment es van canviar a labials /p b/, tot i que en paraules de pregunta que comencen per qu-, això mai es va canviar a p- (presumiblement per analogia amb les paraules que comencen que-, qui-, quo- en llatí):
- Lat. quattuor > * quattro > Rom. patru 'quatre'
- Lat. equa > * ɛpa > * i̯epa > Rom. iapă 'mare'
- Lat. lingua > Rom. limbă 'llengua'
- Però Lat. quandō > * kando > kăndu (aromà) > Rom. Cand 'quan'

##### Labialització de velars
Un altre canvi important és la labialització dels velars abans dels dentals, que inclou els canvis ct > pt, gn [ŋn] > mn i x [ks] > ps. Més tard, ps es va assimilar a ss, després a s ~ ș en la majoria de paraules.
- Lat. factum > * faptu > Rom. fet FAPT '; escriptura '
- Lat. signum > * semnu > Rom. semn 'sign'
- Lat. coxa > * copsa > Rom. coapsă 'cuixa', però:
- Lat. fraxinus > frapsinu (aromà)> Rom. frasin 'freixe'(vs. Frapsăn del Banat, frapsina)
- Lat. laxō > * lapso > * lassu > Rom. las 'I let'

##### Consonants finals
Tant en romanès com en italià es van perdre pràcticament totes les consonants finals. Com a conseqüència, hi va haver un període en la història del romanès en què totes les paraules van acabar amb vocals. A més, final -s va produir una nova final -i, com a lat. nos > Rom. noi 'nosaltres', lat. trēs > Rom. trei 'tres', i Lat. stas > Rom. stai 'tu et quedes'.

##### Palatalització
En llatí vulgar, /e/ i /i/ seguida d’una altra vocal per glide /j/. Posteriorment, /j/ palatalitzar precedent de coronal i velar, canviant-ne la qualitat. Per als dentals, el resultat depenia de si l'estrès de les paraules precedeix o segueix:
- dentals:
  - després de l'estrès
    - Lat. puteus > * púti̯u > puțu > Rom. puț 'bé, pou',
    - Lat. hordeum > * órdi̯u > ordzu > Rom. orz 'ordi',

  - abans de l'estrès
    - Lat. rōgātiōnem > * rogati̯óne > * rogačone > Rom. rugăciune 'oració'
    - VLat. deosum > * di̯ósu > * djosu > Rom. jos 'avall'
- altres consonants:
  - Lat. socium > * sóki̯u > soțu > Rom. company de soț; marit '
  - Lat. cāseus > * kasi̯u > Rom. caș 'formatge fresc i sense maturar'
  - Lat. vīnea > * vini̯a > * viɲe > estàndard Rom. vie /ˈvije/
  - Lat. mulierem > * muli̯ere > * muʎere > Rom. muiere /muˈjere/ muˈjere / 'dona'

Fixeu-vos que el doble resultat dels dentals encara és present en romanès modern:
- credínță 'fe'- credinciós 'fidel'
- oglíndă 'mirall'- oglinjoáră 'mirall petit'.

Les palatalitzacions anteriors es van produir en totes les llengües romàniques, tot i que amb resultats lleugerament diferents en diferents idiomes. Les consonants labials, però, no es van veure afectades per les palatalitzacions anteriors. En canvi, en un moment posterior, el /j/ patir metàtesi :
- Lat. rubeum > * robi̯u > Rom. roib

##### Palatalization de grupscl
El clúster llatí cl es va palatalitzar a /kʎ/ :
- Llatí vulgar oricla > * urecli̯a > * urecli̯e (aromànic ureaclje)> Rom. ureche 'orella'

##### l-rhotacisme
En algun moment, la ll intervocàlica llatina es va convertir en r. A partir de l'evolució de certes paraules, queda clar que això va passar després de la palatalització esmentada, però abans de la simplificació de consonants dobles (com ll no es va rotacitzar) i també abans de la i -palatalització. Alguns exemples:
- Lat. gelu > Rom. ger 'gel'
- Lat. salīre > Rom. a sări (sărire) 'to jump'

##### Segona palatalització
Les consonants dentals t, d, s, l es van palatalitzar de nou per una i o i̯ següent (de la combinació i̯e / i̯a < ɛ < e accentuada):
- Lat. testa > * tɛsta > * ti̯esta > * țesta > Rom. țeastă 'crani'
- Lat. decem > * dɛce > * di̯ece > * dzece > Rom. zece 'ten'
- Lat. servum > * sɛrbu > * si̯erbu > Rom. șerb 'serf'
- Lat. sex > * sɛkse > * si̯asse > Rom. șase 'sis'
- Lat. leporem > * lɛpore > * li̯ɛpure > * ʎɛpure (= Arom. ljepure)> Rom. iepure 'llebre'
- Lat. dīcō > * dziku > Rom. zic "dic"
- Lat. līnum > * ʎinu (= Arom. ljinu)> * ʎin > Rom. a "lli"
- Lat. gallīna > * ɡalina > * ɡăʎină (= Arom. gãljinã)> Rom. găină 'gallina'

Les consonants velars /k ɡ/ (del llatí labiovelars qu gu) es van palatalitzar a /tʃ dʒ/ abans de les vocals anteriors:
- Lat. quid > * ki > Rom. ce 'què'
- Lat. quīnque > Llatí vulgar *cīnque (italià cinque)> Rom. cinci "cinc"
- Lat. quaerere"buscar"> * kɛrere > Rom. cere 'preguntar'
- Lat. sanguine > * sangin > Rom. sânge 'sang'

### Canvis moderns
Són canvis que no es van produir en totes les llengües romàniques orientals. Alguns es produeixen en romanès estàndard; alguns no.

#### Espantització
En els dialectes del sud i en la llengua estàndard, dz es perd com a fonema, convertint-se en z en tots els entorns:
- dzic > zic ('dic')
- lucredzi > lucrezi ('treballes')

L'africat /dʒ/ es va convertir en j /ʒ/ només quan és dur (és a dir, va seguit d'una vocal posterior):
- gioc /dʒok/ > joc ('joc'), però:
- deget /ˈdedʒet/ ('dit') no va canviar.

#### Lenició de ressonants
Els antics ressonants palatals /ʎ ɲ/ es van lenitar (es van afeblir) a /j/, que posteriorment es va perdre al costat de /i/ :
- Lat. leporem > * lɛpore > * li̯epure > * ʎepure > Rom. iepure 'llebre'
- Lat. līnum > * ʎinu > * ʎin > Rom. a "lli"
- Lat. gallīna > * ɡallina > * ɡalina > * ɡăʎină > Rom. găină 'gallina'
- Lat. pellem, pellīs > * pɛlle, pɛlli > * pi̯ele, pi̯eli > * pi̯ele, pi̯eʎi > Rom. piele, piei 'skin, skins'
- Lat. vīnea > * vinja > * viɲă > * viɲe > Rom. vie /ˈvije/ 'vinya'

Antic /l/ intervocàlic del llatí-ll- va perdre completament abans de /a/ per primera vegada vocalitzant a /w/ :
- Stella lat> * estela> arcaica steală> col·loquial Steaua> ROM estàndard. stea 'estrella'
- Lat sella > * sɛlla > * si̯ela > * șela > * șeuă > Muntenian șea > standard Rom. șa 'sella'

Antic /l/ intervocàlic del llatí-ll- va conservar abans que altres vocals:
- Lat caballum > * cavallu > * caalu > Rom. cal 'cavall'
- Lat callem > Rom. cale 'way'

Antic /v/ intervocàlic (del llatí -b-,-v-) es va perdre, potser primer es va debilitar a /w/ :
- Lat būbalus > * buvalu > * buwaru > buar arcaic, senglar > rom estàndard. bour 'ur (bòvid)'
- Lat vīvere > * vivere > * viwe > Muntenian vie > standard Rom. una via "viure"

#### n-epèntesi
Fa relativament poc temps, la tensió u precedida de n s'allarga i nasalitza, produint la següent n (epèntesi).
- Lat genuculus > *genuclus > western genuchi > Rom. genunchi 'genoll'
- Lat manuplus > *manuclus > western mannuchi > Rom. mănunchi 'bouquet'
- Lat minutus > minut (aromàtic)> (Banat, Moldàvia) mănunt > Rom. mărunt 'menut, petit'
- el procés invers:
  - Capgròs de lat ranunculus; crowfoot, buttercup '> *ranunclus > arnaic rănunchi > Rom. ronyó de rărunchi; (dial.) ranúncul '> dialectal răruchi

#### j-epèntesi
En algunes paraules, la semivocal /j/ va inserir entre â i soft n :
- pâne > pâine ('pa')
- câne > câine ('gos')

També explica el plural mână - mâini ('mà, mans'). Aquest fet és específic dels dialectes del sud i de la llengua estàndard; en altres regions es pot sentir câne, etc.
Pot ser un allargament compensatori seguit de dissimilació: pâne > pââne > pâine. S'ha estès des del dialecte oltenenc fins al romanès literari. Alternativament, s'ha explicat com a palatalització seguida de metàtesi: câne > * câni̯e > câine. Oltenian utilitzen câine, la resta de dialectes utilitzen câni̯e.

#### Enduriment
El suport de les vocals després de ș, ț i dz és específic dels dialectes del nord. Com que aquestes consonants només poden anar seguides de vocals posteriors, qualsevol vocal davantera es canvia a una de posterior:
- și > șî 'i'
- ține > țâni̯e 'aguanta'
- zic > dzâc "Jo dic"

És similar al suport vocal després de consonants fortes en rus.

### Recursos primaris
- Procopius: History of the Wars (Books VI.16–VII.35.) (With an English Translation by H. B. Dewing) (2006). Harvard University Press. ISBN 06-7499-191-5.
- The Chronicle of Theophanes Confessor: Byzantine and Near Eastern History, AD 284–813 (Translated with Introduction and Commentary by Cyril Mango and Roger Scott with the assistance of Geoffrey Greatrex) (2006). Oxford University Press. ISBN 978-0-19-822568-3.
- The History of Theophylact Simocatta (An English Translation with Introduction and Notes: Michael and Mary Whitby) (1986). Clarendon Press. ISBN 01-9822-799-X.

### Recursos secundaris
- Alkire, Ti; Rosen, Carol. Romance Languages: A Historical Introduction.  Cambridge University Press, 2010. ISBN 978-0-52-171784-7.
- Augerot, J. «Romanian». A: Concise Encyclopedia of Languages of the World.  Elsevier, 2009, p. 900–904. ISBN 978-0-08-087774-7.
- Brezianu, Andrei; Spânu, Vlad. The A to Z of Moldova, 2010. ISBN 978-0-8108-7211-0.
- Carlton, Terence R. Introduction to the Phonological History of the Slavic Languages.  Slavica Publishers, 1991. ISBN 08-9357-223-3.
- Densusianu, Ovide. Histoire de la langue roumaine [=History of the Romanian language] (en francès).  Ernest Leroux, 1901.
- Fine, John V. A. The Early Medieval Balkans: A Critical Survey from the Sixth to the Late Twelfth century.  The University of Michigan Press, 1991. ISBN 04-7208-149-7.
- Fortson IV, Benjamin W. Indo-European Language and Culture: An Introduction.  Blackwell Publishing, 2004. ISBN 978-1-40-510316-9.
- Georgescu, Vlad. The Romanians: A History.  Ohio State University Press, 1991. ISBN 08-1420-511-9.
- Hall, Robert A., Jr.. External History of the Romance Languages.  American Elsevier Publishing Company, 1974. ISBN 04-4400-136-0.
- Harris, Martin. «The Romance languages». A: The Romance Languages.  Oxford University Press, 1998, p. 1–25. ISBN 01-9520-829-3.
- Haynes, Rebecca. Moldova: A History.  Bloomsbury Publishing, 2020. ISBN 978-1-78831-813-6.
- Izzo, Herbert J. «On the history of Romanian». A: The Twelfth LACUS Forum, 1985.  Linguistic Association of Canada and the United States, 1986, p. 139–146.
- Madgearu, Alexandru. The Romanians in the Anonymous Gesta Hungarorum: Truth and Fiction.  Romanian Cultural Institute, Center for Transylvanian Studies, 2005. ISBN 97-3778-401-4.
- Mallinson, Graham. «Rumanian». A: The Romance Languages.  Oxford University Press, 1998, p. 391–419. ISBN 01-9520-829-3.
- van Meurs, Wim. The Bessarabian question in communist historiography. Nationalist and communist politics and history-writing.  Columbia University Press, 1994. ISBN 0-88033-284-0.
- Mihăescu, H. La Romanité dans le Sud-Est de L'Europe [=The Romans in South-Eastern Europe] (en francès).  Editura Academiei Române, 1993. ISBN 97-3270-342-3.
- Mišeska Tomić, Olga. Balkan Sprachbund Morpho-Syntactic Features.  Springer, 2006. ISBN 978-1-40-204487-8.
- Mitrasca, Marcel. Moldova: A Romanian Province Under Russian Rule : Diplomatic History from the Archives of the Great Powers.  Algora Publishing, 2007. ISBN 978-0-87586-184-5.
- Nandriș, Grigore «The development and structure of Rumanian». The Slavonic and East European Review, 30., 74, 12-1951, p. 7–33.
- Niculescu, Alexandru. Outline History of the Romanian Language.
- Pei, Mario. The Story of Latin and the Romance Languages.  Harper & Row, Publishers, 1976. ISBN 00-6013-312-0.
- Petrucci, Peter R. Slavic Features in the History of Rumanian.  LINCOM EUROPA, 1999. ISBN 38-9586-599-0.
- Pop, Ioan-Aurel. Romanians and Romania: A Brief History.  Boulder, 1999. ISBN 08-8033-440-1.
- Posner, Rebecca. The Romance Languages.  Cambridge University Press, 1996. ISBN 978-0-52-128139-3.
- Purici, Ștefan. Istoria Basarabiei.  Editura Semne, 2011. ISBN 978-606-15-0131-1.
- Schramm, Gottfried. Ein Damm bricht. Die römische Donaugrenze und die Invasionen des 5-7. Jahrhunderts in Lichte der Namen und Wörter [=A Dam Breaks: The Roman Danube frontier and the Invasions of the 5th-7th Centuries in the Light of Names and Words] (en alemany).  R. Oldenbourg Verlag, 1997. ISBN 34-8656-262-2.
- Schulte, Kim. «Loanwords in Romanian». A: Loanwords in the World's Languages: A Comparative Handbook.  De Gruyter Mouton, 2009, p. 230–259. ISBN 978-3-11-021843-5.
- Schütz, István. Fehér foltok a Balkánon: Bevezetés az albanológiába és a balkanisztikába [=Blank Spots in the Balkans: Introduction to Albanology and Balkanistics] (en hongarès).  Balassi Kiadó, 2002. ISBN 96-3506-472-1.
- Spinei, Victor. The Romanians and the Turkic Nomads North of the Danube Delta from the Tenth to the Mid-Thirteenth century.  Koninklijke Brill NV, 2009. ISBN 978-9-00-417536-5.
- Vékony, Gábor. Dacians, Romans, Romanians.  Matthias Corvinus Publishing, 2000. ISBN 18-8278-513-4.
- Wilkes, John. The Illyrians.  Blackwell, 1992. ISBN 06-3119-807-5.

Niculescu, Alexandru. Outline History of the Romanian Language.